# Lijst van toekomstige spoorwegstations in België
Dit is een alfabetische lijst van toekomstige spoorwegstations in België.

## Stations waarvan de ingebruikname reeds beslist is
| Naam                          | Code | Lijn(en) | Status |
| ----------------------------- | ---- | -------- | --- |
| Station Antwerpen-Linkeroever |      | 59       | Tijdelijke stopplaats in 2026 tijdens de zes maanden durende onderbreking van de Antwerpse premetrotunnel |
| Arenberg                      |      | 139      | Sinds 2003 voorzien door de NMBS. Geen concrete acties.                                                   |
| Berenkuil                     |      | 161      | Start werken was voorzien voor 2017. Anno 2016 "geen steun (meer) van de NMBS en Infrabel"                |
| Braine-Alliance               |      | 124      | Werken in uitvoering, opening oorspronkelijk gepland voor 2016, maar uitgesteld tot 2023.                 |
| Erasmus                       |      | 50A/C    | Start werken was voorzien voor 2017. Anno 2017 geen prioriteit voor NMBS.                                 |
| Ganshoren-Expo                |      | 50 - 60  | Start werken was voorzien voor 2017. Anno 2017 geen prioriteit voor NMBS.                                 |
| Kuregem                       |      | 28       | Start werken was voorzien voor 2017. Anno 2017 geen prioriteit voor NMBS.                                 |

## Stations die door de regionale overheden gewenst worden
| Naam                  | Code | Lijn(en) | Informatie |
| --------------------- | ---- | -------- | --- |
| Aeroport Gosselies    |      |          | |
| Antwerpen-Linkeroever |      | 59       | |
| Antwerpen-Schijnpoort |      | 12 - 27A | Goederenstation uitbreiden naar reizigersstation |
| Bara                  |      | 124      | |
| Beert-Bellingen       |      | 94       | |
| Bekkerzeel-Kobbegem   |      | 60       | |
| Bierghes              |      | 94       | |
| Lokeren-Zuid          |      | 57       | |
| Brucargo              |      | 36C      | |
| Cargovil              |      | 25 - 27  | |
| de Jamblinne de Meux  |      | 161A     | |
| De Trooz              |      | 28       | |
| Droeshout             |      | 60       | |
| Frans Lyceum          |      | 26       | |
| Ganshoren (Veroost)   |      | 50       | |
| Gent-Expo             |      | 75       | |
| Gent-Muide            |      | 58       | |
| Grembergen            |      | 57       | |
| Haasrode              |      | 36       | NMBS onderzocht in 2021 het potentieel, maar besloot dat de baten niet zouden opwegen tegen de kosten. De Stad Leuven blijft er evenwel voor ijveren. |
| Halle-Zuid            |      | 94       | |
| Hoboken               |      | 52       | |
| Hombeek               |      | 53       | Komt voor in het mobiliteitsplan van Mechelen |
| Josaphat              |      | 26       | |
| Klein-Eiland          |      | 28       | |
| Leuven-Park           |      | 139      | |
| Londerzeel-Oost       |      | 53       | |
| Machelen              |      | 25 - 27  | Was concreet gepland maar anno 2015 voor onbepaalde tijd uitgesteld.                                                                                  |
| Mechelen-West         |      | 53       | |
| Mechelen-Zuid         |      | 25       | |
| Nijvel-Zuid           |      | 141      | |
| Ninove-Oost           |      | 90       | |
| Lettelingen           |      | 94       | |
| Planckendael          |      | 27B      | |
| Rogier                |      | 161      | |
| Saintes               |      | 94       | |
| Schepdaal             |      | 50A      | |
| Sint-Niklaas-Oost     |      | 54       | |
| Turnhout-Zuid         |      | 29       | |
| Wambeek               |      | 50A      | |
| Weerde                |      | 27B      | Bestaand station, maar zonder perrons aan deze spoorlijn                                                                                              |
| Wielemans             |      | 124      | |
| Zellik-Pontbeek       |      | 60       | |
| Zelzate               |      | 204      | |
| Zulte                 |      | 75       | |